# Кобер
Кобер (фр. Caubeyres) насеље је и општина у југозападној Француској у региону Аквитанија, у департману Лот и Гарона која припада префектури Нерак.
По подацима из 2011. године у општини је живело 243 становника, а густина насељености је износила 16,89 становника/km². Општина се простире на површини од 14,39 km². Налази се на средњој надморској висини од 119 метара (максималној 183 m, а минималној 85 m).

## Демографија
| 1962. | 1968. | 1975. | 1982. | 1990. | 1999. | 2011. |
| ----- | ----- | ----- | ----- | ----- | ----- | ----- |
| 167   | 178   | 144   | 117   | 102   | 135   | 243   |

График промене броја становника у току последњих година